# Lista över fornlämningar i Enköpings kommun (Torstuna)
Lista över fornlämningar i Enköpings kommun (Torstuna) är en förteckning av ett urval av de fornlämningar som finns i Torstuna i Enköpings kommun.
| Namn                             | Lämningstyp                      | Tillkomsttid | Historisk indelning | Plats | Läge                 | ID-nr          | Bild                                      |
| -------------------------------- | -------------------------------- | ------------ | ------------------- | ----- | -------------------- | -------------- | ----------------------------------------- |
| Torstuna 1:1                     | Runristning                      |              | Torstuna, Uppland   |       | 59.810984, 17.075322 | 10027900010001 | Ladda upp en till bild av detta fornminne |
| Torstuna 2:1                     | Gravfält                         |              | Torstuna, Uppland   |       | 59.812233, 17.074194 | 10027900020001 | Ladda upp en bild av detta fornminne      |
| Torstuna 3:1                     | Stensättning                     |              | Torstuna, Uppland   |       | 59.820147, 17.062626 | 10027900030001 | Ladda upp en bild av detta fornminne      |
| Torstuna 4:1                     | Stensättning                     |              | Torstuna, Uppland   |       | 59.819597, 17.063220 | 10027900040001 | Ladda upp en bild av detta fornminne      |
| Torstuna 8:1                     | Stensättning                     |              | Torstuna, Uppland   |       | 59.807035, 17.070036 | 10027900080001 | Ladda upp en bild av detta fornminne      |
| Torstuna 9:1                     | Hällristning                     |              | Torstuna, Uppland   |       | 59.795684, 17.070457 | 10027900090001 | Ladda upp en bild av detta fornminne      |
| Torstuna 11:1                    | Stensättning                     |              | Torstuna, Uppland   |       | 59.783333, 17.082042 | 10027900110001 | Ladda upp en bild av detta fornminne      |
| Torstuna 12:1                    | Gravfält                         |              | Torstuna, Uppland   |       | 59.789551, 17.095796 | 10027900120001 | Ladda upp en bild av detta fornminne      |
| Torstuna 13:1                    | Gravfält                         |              | Torstuna, Uppland   |       | 59.790291, 17.083254 | 10027900130001 | Ladda upp en bild av detta fornminne      |
| Torstuna 14:1                    | Stensättning                     |              | Torstuna, Uppland   |       | 59.791390, 17.078628 | 10027900140001 | Ladda upp en bild av detta fornminne      |
| Torstuna 14:2                    | Hällristning                     |              | Torstuna, Uppland   |       | 59.791303, 17.078756 | 10027900140002 | Ladda upp en bild av detta fornminne      |
| Torstuna 16:1                    | Gravfält                         |              | Torstuna, Uppland   |       | 59.801054, 17.084606 | 10027900160001 | Ladda upp en bild av detta fornminne      |
| Torstuna 17:1                    | Gravfält                         |              | Torstuna, Uppland   |       | 59.797388, 17.108404 | 10027900170001 | Ladda upp en bild av detta fornminne      |
| Torstuna 18:1                    | Hög                              |              | Torstuna, Uppland   |       | 59.787600, 17.101155 | 10027900180001 | Ladda upp en bild av detta fornminne      |
| Torstuna 19:2                    | Stensättning                     |              | Torstuna, Uppland   |       | 59.786055, 17.103281 | 10027900190002 | Ladda upp en bild av detta fornminne      |
| Torstuna 19:3                    | Stensättning                     |              | Torstuna, Uppland   |       | 59.786009, 17.103065 | 10027900190003 | Ladda upp en bild av detta fornminne      |
| Torstuna 20:3                    | Stensättning                     |              | Torstuna, Uppland   |       | 59.788253, 17.097584 | 10027900200003 | Ladda upp en bild av detta fornminne      |
| Torstuna 20:4                    | Stensättning                     |              | Torstuna, Uppland   |       | 59.788151, 17.097209 | 10027900200004 | Ladda upp en bild av detta fornminne      |
| Torstuna 21:1                    | Stensättning                     |              | Torstuna, Uppland   |       | 59.789469, 17.097725 | 10027900210001 | Ladda upp en bild av detta fornminne      |
| Torstuna 21:2                    | Hög                              |              | Torstuna, Uppland   |       | 59.789167, 17.098008 | 10027900210002 | Ladda upp en bild av detta fornminne      |
| Torstuna 22:1                    | Hällristning                     |              | Torstuna, Uppland   |       | 59.764994, 17.078643 | 10027900220001 | Ladda upp en bild av detta fornminne      |
| Torstuna 22:2                    | Stensättning                     |              | Torstuna, Uppland   |       | 59.764832, 17.078322 | 10027900220002 | Ladda upp en bild av detta fornminne      |
| Torstuna 22:3                    | Hällristning                     |              | Torstuna, Uppland   |       | 59.765226, 17.078202 | 10027900220003 | Ladda upp en bild av detta fornminne      |
| Torstuna 22:4                    | Hällristning                     |              | Torstuna, Uppland   |       | 59.764835, 17.079176 | 10027900220004 | Ladda upp en bild av detta fornminne      |
| Kungshögen (Torstuna 23:1)       | Hög                              |              | Torstuna, Uppland   |       | 59.769206, 17.076270 | 10027900230001 | Ladda upp en bild av detta fornminne      |
| Torstuna 25:1                    | Hög                              |              | Torstuna, Uppland   |       | 59.766611, 17.058959 | 10027900250001 | Ladda upp en bild av detta fornminne      |
| Torstuna 28:1                    | Stensättning                     |              | Torstuna, Uppland   |       | 59.758049, 17.053783 | 10027900280001 | Ladda upp en bild av detta fornminne      |
| Torstuna 28:2                    | Stensättning                     |              | Torstuna, Uppland   |       | 59.758165, 17.053796 | 10027900280002 | Ladda upp en bild av detta fornminne      |
| Torstuna 36:1                    | Hög                              |              | Torstuna, Uppland   |       | 59.768654, 17.124216 | 10027900360001 | Ladda upp en bild av detta fornminne      |
| Torstuna 36:2                    | Hög                              |              | Torstuna, Uppland   |       | 59.768810, 17.124488 | 10027900360002 | Ladda upp en bild av detta fornminne      |
| Torstuna 37:1                    | Hällristning                     |              | Torstuna, Uppland   |       | 59.802623, 17.081756 | 10027900370001 | Ladda upp en bild av detta fornminne      |
| Myrsjöberget (Torstuna 40:1)     | Fornborg                         |              | Torstuna, Uppland   |       | 59.763541, 17.100117 | 10027900400001 | Ladda upp en bild av detta fornminne      |
| Torstuna 42:1                    | Gravfält                         |              | Torstuna, Uppland   |       | 59.738953, 17.038702 | 10027900420001 | Ladda upp en bild av detta fornminne      |
| Torstuna 43:1                    | Grav markerad av sten/block      |              | Torstuna, Uppland   |       | 59.738297, 17.038707 | 10027900430001 | Ladda upp en bild av detta fornminne      |
| Torstuna 48:1                    | Stensättning                     |              | Torstuna, Uppland   |       | 59.759921, 16.997132 | 10027900480001 | Ladda upp en bild av detta fornminne      |
| Torstuna 48:2                    | Stensättning                     |              | Torstuna, Uppland   |       | 59.759978, 16.996927 | 10027900480002 | Ladda upp en bild av detta fornminne      |
| Torstuna 50:1                    | Hög                              |              | Torstuna, Uppland   |       | 59.759104, 17.003789 | 10027900500001 | Ladda upp en bild av detta fornminne      |
| Torstuna 50:2                    | Stensättning                     |              | Torstuna, Uppland   |       | 59.759052, 17.003972 | 10027900500002 | Ladda upp en bild av detta fornminne      |
| Torstuna 52:1                    | Hög                              |              | Torstuna, Uppland   |       | 59.762061, 16.996626 | 10027900520001 | Ladda upp en bild av detta fornminne      |
| Torstuna 53:1                    | Hög                              |              | Torstuna, Uppland   |       | 59.764657, 16.987061 | 10027900530001 | Ladda upp en bild av detta fornminne      |
| Torstuna 55:1                    | Hög                              |              | Torstuna, Uppland   |       | 59.764115, 16.995050 | 10027900550001 | Ladda upp en bild av detta fornminne      |
| Torstuna 57:1                    | Stensättning                     |              | Torstuna, Uppland   |       | 59.769155, 16.990303 | 10027900570001 | Ladda upp en bild av detta fornminne      |
| Torstuna 57:2                    | Stensättning                     |              | Torstuna, Uppland   |       | 59.769198, 16.990521 | 10027900570002 | Ladda upp en bild av detta fornminne      |
| Torstuna 58:1                    | Hög                              |              | Torstuna, Uppland   |       | 59.768049, 16.984550 | 10027900580001 | Ladda upp en bild av detta fornminne      |
| Torstuna 60:1                    | Stensättning                     |              | Torstuna, Uppland   |       | 59.771541, 16.994045 | 10027900600001 | Ladda upp en bild av detta fornminne      |
| Torstuna 60:2                    | Stensättning                     |              | Torstuna, Uppland   |       | 59.771606, 16.994253 | 10027900600002 | Ladda upp en bild av detta fornminne      |
| Torstuna 60:3                    | Stensättning                     |              | Torstuna, Uppland   |       | 59.771486, 16.994260 | 10027900600003 | Ladda upp en bild av detta fornminne      |
| Torstuna 62:1                    | Gravfält                         |              | Torstuna, Uppland   |       | 59.771308, 16.995933 | 10027900620001 | Ladda upp en bild av detta fornminne      |
| Torstuna 63:1                    | Hög                              |              | Torstuna, Uppland   |       | 59.771654, 17.000051 | 10027900630001 | Ladda upp en bild av detta fornminne      |
| Torstuna 65:1                    | Stensättning                     |              | Torstuna, Uppland   |       | 59.769315, 16.998090 | 10027900650001 | Ladda upp en bild av detta fornminne      |
| Torstuna 66:1                    | Gravfält                         |              | Torstuna, Uppland   |       | 59.768226, 16.998881 | 10027900660001 | Ladda upp en bild av detta fornminne      |
| Torstuna 67:1                    | Röse                             |              | Torstuna, Uppland   |       | 59.768657, 17.003321 | 10027900670001 | Ladda upp en bild av detta fornminne      |
| Torstuna 68:1                    | Hög                              |              | Torstuna, Uppland   |       | 59.767370, 16.999942 | 10027900680001 | Ladda upp en bild av detta fornminne      |
| Torstuna 69:1                    | Gravfält                         |              | Torstuna, Uppland   |       | 59.766153, 16.999293 | 10027900690001 | Ladda upp en bild av detta fornminne      |
| Torstuna 71:1                    | Stensättning                     |              | Torstuna, Uppland   |       | 59.764704, 17.002295 | 10027900710001 | Ladda upp en bild av detta fornminne      |
| Torstuna 73:1                    | Stensättning                     |              | Torstuna, Uppland   |       | 59.767346, 16.999080 | 10027900730001 | Ladda upp en bild av detta fornminne      |
| Torstuna 73:2                    | Stensättning                     |              | Torstuna, Uppland   |       | 59.767187, 16.998737 | 10027900730002 | Ladda upp en bild av detta fornminne      |
| Torstuna 74:1                    | Stensättning                     |              | Torstuna, Uppland   |       | 59.770819, 16.996807 | 10027900740001 | Ladda upp en bild av detta fornminne      |
| Torstuna 74:2                    | Stensättning                     |              | Torstuna, Uppland   |       | 59.770897, 16.996421 | 10027900740002 | Ladda upp en bild av detta fornminne      |
| Torstuna 74:3                    | Stensättning                     |              | Torstuna, Uppland   |       | 59.770970, 16.996220 | 10027900740003 | Ladda upp en bild av detta fornminne      |
| Torstuna 75:1                    | Hög                              |              | Torstuna, Uppland   |       | 59.763180, 17.004725 | 10027900750001 | Ladda upp en bild av detta fornminne      |
| Torstuna 76:1                    | Stensättning                     |              | Torstuna, Uppland   |       | 59.769194, 16.998828 | 10027900760001 | Ladda upp en bild av detta fornminne      |
| Torstuna 76:2                    | Stensättning                     |              | Torstuna, Uppland   |       | 59.769072, 16.998461 | 10027900760002 | Ladda upp en bild av detta fornminne      |
| 2) Tjörnbacken (Torstuna 77:1)   | Hällristning                     |              | Torstuna, Uppland   |       | 59.778155, 17.035994 | 10027900770001 | Ladda upp en bild av detta fornminne      |
| Torstuna 78:1                    | Hög                              |              | Torstuna, Uppland   |       | 59.779106, 17.037188 | 10027900780001 | Ladda upp en bild av detta fornminne      |
| Torstuna 78:2                    | Stensättning                     |              | Torstuna, Uppland   |       | 59.779307, 17.037176 | 10027900780002 | Ladda upp en bild av detta fornminne      |
| Torstuna 79:1                    | Gravfält                         |              | Torstuna, Uppland   |       | 59.778074, 17.036639 | 10027900790001 | Ladda upp en bild av detta fornminne      |
| Torstuna 80:1                    | Gravfält                         |              | Torstuna, Uppland   |       | 59.773584, 17.016405 | 10027900800001 | Ladda upp en bild av detta fornminne      |
| Torstuna 82:1                    | Stensättning                     |              | Torstuna, Uppland   |       | 59.775201, 17.033368 | 10027900820001 | Ladda upp en bild av detta fornminne      |
| Torstuna 82:2                    | Stensättning                     |              | Torstuna, Uppland   |       | 59.775066, 17.033396 | 10027900820002 | Ladda upp en bild av detta fornminne      |
| Julafton (Torstuna 83:1)         | Stensättning                     |              | Torstuna, Uppland   |       | 59.780326, 17.031666 | 10027900830001 | Ladda upp en bild av detta fornminne      |
| Torstuna 84:1                    | Stensättning                     |              | Torstuna, Uppland   |       | 59.777100, 17.036073 | 10027900840001 | Ladda upp en bild av detta fornminne      |
| Torstuna 84:2                    | Grav markerad av sten/block      |              | Torstuna, Uppland   |       | 59.777293, 17.036051 | 10027900840002 | Ladda upp en bild av detta fornminne      |
| Torstuna 88:1                    | Röse                             |              | Torstuna, Uppland   |       | 59.771215, 17.012951 | 10027900880001 | Ladda upp en bild av detta fornminne      |
| Torstuna 90:1                    | Stensättning                     |              | Torstuna, Uppland   |       | 59.773214, 17.017777 | 10027900900001 | Ladda upp en bild av detta fornminne      |
| Torstuna 90:2                    | Stensättning                     |              | Torstuna, Uppland   |       | 59.773223, 17.017304 | 10027900900002 | Ladda upp en bild av detta fornminne      |
| Torstuna 91:1                    | Hög                              |              | Torstuna, Uppland   |       | 59.775093, 17.029446 | 10027900910001 | Ladda upp en bild av detta fornminne      |
| Torstuna 92:1                    | Gravfält                         |              | Torstuna, Uppland   |       | 59.772632, 17.023281 | 10027900920001 | Ladda upp en bild av detta fornminne      |
| Torstuna 93:1                    | Gravfält                         |              | Torstuna, Uppland   |       | 59.772090, 17.021788 | 10027900930001 | Ladda upp en bild av detta fornminne      |
| Torstuna 94:1                    | Hög                              |              | Torstuna, Uppland   |       | 59.766578, 17.030620 | 10027900940001 | Ladda upp en bild av detta fornminne      |
| Torstuna 94:2                    | Stensättning                     |              | Torstuna, Uppland   |       | 59.766406, 17.030861 | 10027900940002 | Ladda upp en bild av detta fornminne      |
| Torstuna 97:1                    | Gravfält                         |              | Torstuna, Uppland   |       | 59.765641, 17.035264 | 10027900970001 | Ladda upp en bild av detta fornminne      |
| Torstuna 98:1                    | Hög                              |              | Torstuna, Uppland   |       | 59.764910, 17.038471 | 10027900980001 | Ladda upp en bild av detta fornminne      |
| Torstuna 101:1                   | Gravfält                         |              | Torstuna, Uppland   |       | 59.742658, 17.088992 | 10027901010001 | Ladda upp en till bild av detta fornminne |
| Torstuna 101:2                   | Hällristning                     |              | Torstuna, Uppland   |       | 59.742371, 17.088468 | 10027901010002 | Ladda upp en bild av detta fornminne      |
| Torstuna 102:1                   | Röse                             |              | Torstuna, Uppland   |       | 59.750093, 17.079067 | 10027901020001 | Ladda upp en bild av detta fornminne      |
| Torstuna 104:1                   | Grav markerad av sten/block      |              | Torstuna, Uppland   |       | 59.755084, 17.068915 | 10027901040001 | Ladda upp en bild av detta fornminne      |
| Torstuna 104:2                   | Grav markerad av sten/block      |              | Torstuna, Uppland   |       | 59.755069, 17.069086 | 10027901040002 | Ladda upp en bild av detta fornminne      |
| Torstuna 105:1                   | Stensättning                     |              | Torstuna, Uppland   |       | 59.752204, 17.059603 | 10027901050001 | Ladda upp en bild av detta fornminne      |
| Torstuna 106:1                   | Stensättning                     |              | Torstuna, Uppland   |       | 59.749256, 17.064642 | 10027901060001 | Ladda upp en bild av detta fornminne      |
| Torstuna 108:1                   | Gravfält                         |              | Torstuna, Uppland   |       | 59.749782, 17.077673 | 10027901080001 | Ladda upp en bild av detta fornminne      |
| Torstuna 110:1                   | Hög                              |              | Torstuna, Uppland   |       | 59.750269, 17.057195 | 10027901100001 | Ladda upp en bild av detta fornminne      |
| Torstuna 111:1                   | Stensättning                     |              | Torstuna, Uppland   |       | 59.750216, 17.055805 | 10027901110001 | Ladda upp en bild av detta fornminne      |
| Torstuna 112:1                   | Stensättning                     |              | Torstuna, Uppland   |       | 59.741439, 17.069773 | 10027901120001 | Ladda upp en bild av detta fornminne      |
| Torstuna 113:1                   | Hög                              |              | Torstuna, Uppland   |       | 59.741928, 17.068765 | 10027901130001 | Ladda upp en bild av detta fornminne      |
| Torstuna 113:2                   | Hög                              |              | Torstuna, Uppland   |       | 59.741847, 17.068957 | 10027901130002 | Ladda upp en bild av detta fornminne      |
| Torstuna 113:3                   | Stensättning                     |              | Torstuna, Uppland   |       | 59.741785, 17.068442 | 10027901130003 | Ladda upp en bild av detta fornminne      |
| Torstuna 114:1                   | Gravfält                         |              | Torstuna, Uppland   |       | 59.741137, 17.068674 | 10027901140001 | Ladda upp en bild av detta fornminne      |
| Torstuna 115:1                   | Stensättning                     |              | Torstuna, Uppland   |       | 59.734408, 17.060319 | 10027901150001 | Ladda upp en bild av detta fornminne      |
| Torstuna 116:1                   | Gravfält                         |              | Torstuna, Uppland   |       | 59.735296, 17.056917 | 10027901160001 | Ladda upp en bild av detta fornminne      |
| Torstuna 117:1                   | Stensättning                     |              | Torstuna, Uppland   |       | 59.738861, 17.051852 | 10027901170001 | Ladda upp en bild av detta fornminne      |
| Torstuna 119:1                   | Röse                             |              | Torstuna, Uppland   |       | 59.740693, 17.054684 | 10027901190001 | Ladda upp en bild av detta fornminne      |
| Torstuna 120:1                   | Stensättning                     |              | Torstuna, Uppland   |       | 59.739960, 17.055499 | 10027901200001 | Ladda upp en bild av detta fornminne      |
| Torstuna 120:2                   | Grav markerad av sten/block      |              | Torstuna, Uppland   |       | 59.740034, 17.055354 | 10027901200002 | Ladda upp en bild av detta fornminne      |
| Torstuna 120:3                   | Grav markerad av sten/block      |              | Torstuna, Uppland   |       | 59.740055, 17.055508 | 10027901200003 | Ladda upp en bild av detta fornminne      |
| Torstuna 121:1                   | Gravfält                         |              | Torstuna, Uppland   |       | 59.747005, 17.051249 | 10027901210001 | Ladda upp en bild av detta fornminne      |
| Torstuna 123:1                   | Stensättning                     |              | Torstuna, Uppland   |       | 59.751081, 17.056665 | 10027901230001 | Ladda upp en bild av detta fornminne      |
| Torstuna 124:1                   | Gravfält                         |              | Torstuna, Uppland   |       | 59.750687, 17.057315 | 10027901240001 | Ladda upp en bild av detta fornminne      |
| Torstuna 126:1                   | Röse                             |              | Torstuna, Uppland   |       | 59.743219, 17.050336 | 10027901260001 | Ladda upp en bild av detta fornminne      |
| Torstuna 128:1                   | Gravfält                         |              | Torstuna, Uppland   |       | 59.792690, 17.104060 | 10027901280001 | Ladda upp en bild av detta fornminne      |
| Torstuna 129:1                   | Stensättning                     |              | Torstuna, Uppland   |       | 59.792051, 17.107610 | 10027901290001 | Ladda upp en bild av detta fornminne      |
| Torstuna 130:1                   | Stensättning                     |              | Torstuna, Uppland   |       | 59.791218, 17.104227 | 10027901300001 | Ladda upp en bild av detta fornminne      |
| Torstuna 131:1                   | Stensättning                     |              | Torstuna, Uppland   |       | 59.791816, 17.103021 | 10027901310001 | Ladda upp en bild av detta fornminne      |
| Torstuna 132:1                   | Gravfält                         |              | Torstuna, Uppland   |       | 59.791861, 17.102377 | 10027901320001 | Ladda upp en bild av detta fornminne      |
| Torstuna 134:1                   | Stensättning                     |              | Torstuna, Uppland   |       | 59.787350, 17.102137 | 10027901340001 | Ladda upp en bild av detta fornminne      |
| Torstuna 134:2                   | Stensättning                     |              | Torstuna, Uppland   |       | 59.787252, 17.101930 | 10027901340002 | Ladda upp en bild av detta fornminne      |
| Broskåsen (Torstuna 137:1)       | Gravfält                         |              | Torstuna, Uppland   |       | 59.764294, 17.039994 | 10027901370001 | Ladda upp en bild av detta fornminne      |
| Rundkullen (Torstuna 139:1)      | Röse                             |              | Torstuna, Uppland   |       | 59.762150, 17.043309 | 10027901390001 | Ladda upp en bild av detta fornminne      |
| Torstuna 140:1                   | Gravfält                         |              | Torstuna, Uppland   |       | 59.766549, 17.008529 | 10027901400001 | Ladda upp en bild av detta fornminne      |
| Torstuna 142:1                   | Röse                             |              | Torstuna, Uppland   |       | 59.773786, 17.032995 | 10027901420001 | Ladda upp en bild av detta fornminne      |
| Torstuna 143:1                   | Stensättning                     |              | Torstuna, Uppland   |       | 59.774314, 17.032685 | 10027901430001 | Ladda upp en bild av detta fornminne      |
| Torstuna 143:2                   | Stensättning                     |              | Torstuna, Uppland   |       | 59.774194, 17.032642 | 10027901430002 | Ladda upp en bild av detta fornminne      |
| Torstuna 144:1                   | Stensättning                     |              | Torstuna, Uppland   |       | 59.774702, 17.032695 | 10027901440001 | Ladda upp en bild av detta fornminne      |
| Torstuna 144:2                   | Stensättning                     |              | Torstuna, Uppland   |       | 59.774713, 17.032956 | 10027901440002 | Ladda upp en bild av detta fornminne      |
| Torstuna 144:3                   | Stensättning                     |              | Torstuna, Uppland   |       | 59.774831, 17.033126 | 10027901440003 | Ladda upp en bild av detta fornminne      |
| Torstuna 144:4                   | Stensättning                     |              | Torstuna, Uppland   |       | 59.774875, 17.032946 | 10027901440004 | Ladda upp en bild av detta fornminne      |
| Torstuna 145:1                   | Stensättning                     |              | Torstuna, Uppland   |       | 59.775011, 17.032714 | 10027901450001 | Ladda upp en bild av detta fornminne      |
| Torstuna 147:1                   | Hällristning                     |              | Torstuna, Uppland   |       | 59.761951, 17.045551 | 10027901470001 | Ladda upp en bild av detta fornminne      |
| Torstuna 150:1                   | Hög                              |              | Torstuna, Uppland   |       | 59.760491, 17.050510 | 10027901500001 | Ladda upp en bild av detta fornminne      |
| Torstuna 151:1                   | Stensättning                     |              | Torstuna, Uppland   |       | 59.761414, 17.045511 | 10027901510001 | Ladda upp en bild av detta fornminne      |
| Torstuna 151:2                   | Stensättning                     |              | Torstuna, Uppland   |       | 59.761363, 17.045830 | 10027901510002 | Ladda upp en bild av detta fornminne      |
| Torstuna 152:1                   | Röse                             |              | Torstuna, Uppland   |       | 59.756214, 17.048048 | 10027901520001 | Ladda upp en bild av detta fornminne      |
| Torstuna 153:1                   | Gravfält                         |              | Torstuna, Uppland   |       | 59.757019, 17.047768 | 10027901530001 | Ladda upp en bild av detta fornminne      |
| Torstuna 155:1                   | Hög                              |              | Torstuna, Uppland   |       | 59.760752, 17.030508 | 10027901550001 | Ladda upp en bild av detta fornminne      |
| Torstuna 159:1                   | Stensättning                     |              | Torstuna, Uppland   |       | 59.739775, 17.040340 | 10027901590001 | Ladda upp en bild av detta fornminne      |
| Torstuna 161:1                   | Hällristning                     |              | Torstuna, Uppland   |       | 59.747162, 17.015375 | 10027901610001 | Ladda upp en bild av detta fornminne      |
| Torstuna 162:1                   | Röse                             |              | Torstuna, Uppland   |       | 59.750500, 17.010294 | 10027901620001 | Ladda upp en bild av detta fornminne      |
| Torstuna 163:1                   | Stensättning                     |              | Torstuna, Uppland   |       | 59.750801, 17.011426 | 10027901630001 | Ladda upp en bild av detta fornminne      |
| Torstuna 164:1                   | Röse                             |              | Torstuna, Uppland   |       | 59.751867, 17.011239 | 10027901640001 | Ladda upp en bild av detta fornminne      |
| Torstuna 164:2                   | Stensättning                     |              | Torstuna, Uppland   |       | 59.751650, 17.010992 | 10027901640002 | Ladda upp en bild av detta fornminne      |
| Torstuna 164:3                   | Stensättning                     |              | Torstuna, Uppland   |       | 59.751474, 17.011180 | 10027901640003 | Ladda upp en bild av detta fornminne      |
| Torstuna 165:1                   | Röse                             |              | Torstuna, Uppland   |       | 59.752395, 17.012021 | 10027901650001 | Ladda upp en bild av detta fornminne      |
| Torstuna 166:2                   | Stensättning                     |              | Torstuna, Uppland   |       | 59.753827, 17.012965 | 10027901660002 | Ladda upp en bild av detta fornminne      |
| Torstuna 167:1                   | Stensättning                     |              | Torstuna, Uppland   |       | 59.751511, 17.017742 | 10027901670001 | Ladda upp en bild av detta fornminne      |
| Torstuna 168:1                   | Grav- och boplatsområde          |              | Torstuna, Uppland   |       | 59.749972, 17.015991 | 10027901680001 | Ladda upp en bild av detta fornminne      |
| Torstuna 169:3                   | Stensättning                     |              | Torstuna, Uppland   |       | 59.748948, 17.014190 | 10027901690003 | Ladda upp en bild av detta fornminne      |
| Torstuna 170:1                   | Stensättning                     |              | Torstuna, Uppland   |       | 59.748917, 17.013442 | 10027901700001 | Ladda upp en bild av detta fornminne      |
| Torstuna 170:2                   | Stensättning                     |              | Torstuna, Uppland   |       | 59.748794, 17.013588 | 10027901700002 | Ladda upp en bild av detta fornminne      |
| Tjörnbacken (Torstuna 175:1)     | Gravfält                         |              | Torstuna, Uppland   |       | 59.749712, 17.012676 | 10027901750001 | Ladda upp en bild av detta fornminne      |
| Torstuna 176:1                   | Gravfält                         |              | Torstuna, Uppland   |       | 59.749637, 17.011296 | 10027901760001 | Ladda upp en bild av detta fornminne      |
| Torstuna 177:1                   | Stensättning                     |              | Torstuna, Uppland   |       | 59.747936, 17.016252 | 10027901770001 | Ladda upp en bild av detta fornminne      |
| Torstuna 177:2                   | Stensättning                     |              | Torstuna, Uppland   |       | 59.748032, 17.015864 | 10027901770002 | Ladda upp en bild av detta fornminne      |
| Torstuna 177:3                   | Stensättning                     |              | Torstuna, Uppland   |       | 59.748242, 17.016118 | 10027901770003 | Ladda upp en bild av detta fornminne      |
| Torstuna 178:1                   | Stensättning                     |              | Torstuna, Uppland   |       | 59.741852, 17.029356 | 10027901780001 | Ladda upp en bild av detta fornminne      |
| Torstuna 180:1                   | Gravfält                         |              | Torstuna, Uppland   |       | 59.743774, 17.017616 | 10027901800001 | Ladda upp en bild av detta fornminne      |
| Torstuna 181:1                   | Stensättning                     |              | Torstuna, Uppland   |       | 59.742964, 17.019768 | 10027901810001 | Ladda upp en bild av detta fornminne      |
| Torstuna 181:2                   | Stensättning                     |              | Torstuna, Uppland   |       | 59.742779, 17.019689 | 10027901810002 | Ladda upp en bild av detta fornminne      |
| Torstuna 184:1                   | Stensättning                     |              | Torstuna, Uppland   |       | 59.754552, 17.011489 | 10027901840001 | Ladda upp en bild av detta fornminne      |
| Torstuna 185:1                   | Röse                             |              | Torstuna, Uppland   |       | 59.755026, 17.011213 | 10027901850001 | Ladda upp en bild av detta fornminne      |
| Torstuna 187:1                   | Stensättning                     |              | Torstuna, Uppland   |       | 59.787708, 17.029050 | 10027901870001 | Ladda upp en bild av detta fornminne      |
| Torstuna 187:2                   | Stensättning                     |              | Torstuna, Uppland   |       | 59.787723, 17.028812 | 10027901870002 | Ladda upp en bild av detta fornminne      |
| Torstuna 187:3                   | Stensättning                     |              | Torstuna, Uppland   |       | 59.787632, 17.029632 | 10027901870003 | Ladda upp en bild av detta fornminne      |
| Torstuna 189:1                   | Gravfält                         |              | Torstuna, Uppland   |       | 59.798604, 17.019179 | 10027901890001 | Ladda upp en bild av detta fornminne      |
| Torstuna 190:1                   | Hög                              |              | Torstuna, Uppland   |       | 59.798978, 17.015150 | 10027901900001 | Ladda upp en bild av detta fornminne      |
| Torstuna 191:1                   | Stensättning                     |              | Torstuna, Uppland   |       | 59.790853, 17.049058 | 10027901910001 | Ladda upp en bild av detta fornminne      |
| Torstuna 193:1                   | Röse                             |              | Torstuna, Uppland   |       | 59.825020, 17.046743 | 10027901930001 | Ladda upp en bild av detta fornminne      |
| Torstuna 195:1                   | Stensättning                     |              | Torstuna, Uppland   |       | 59.827061, 17.049347 | 10027901950001 | Ladda upp en bild av detta fornminne      |
| Torstuna 196:1                   | Stensättning                     |              | Torstuna, Uppland   |       | 59.809892, 17.011694 | 10027901960001 | Ladda upp en bild av detta fornminne      |
| Drakbacken (Torstuna 199:1)      | Gravfält                         |              | Torstuna, Uppland   |       | 59.809634, 16.999189 | 10027901990001 | Ladda upp en bild av detta fornminne      |
| Karlunkers borg (Torstuna 200:1) | Gravfält                         |              | Torstuna, Uppland   |       | 59.832283, 16.975234 | 10027902000001 | Ladda upp en bild av detta fornminne      |
| Torstuna 202:1                   | Stensättning                     |              | Torstuna, Uppland   |       | 59.761291, 17.019606 | 10027902020001 | Ladda upp en bild av detta fornminne      |
| Torstuna 213:1                   | Hög                              |              | Torstuna, Uppland   |       | 59.809155, 17.080203 | 10027902130001 | Ladda upp en bild av detta fornminne      |
| Torstuna 216:1                   | Stensättning                     |              | Torstuna, Uppland   |       | 59.786428, 17.101175 | 10027902160001 | Ladda upp en bild av detta fornminne      |
| Torstuna 222:1                   | Hällristning                     |              | Torstuna, Uppland   |       | 59.768996, 17.070361 | 10027902220001 | Ladda upp en bild av detta fornminne      |
| Torstuna 223:1                   | Hällristning                     |              | Torstuna, Uppland   |       | 59.768731, 17.071121 | 10027902230001 | Ladda upp en bild av detta fornminne      |
| Torstuna 224:1                   | Hällristning                     |              | Torstuna, Uppland   |       | 59.770891, 17.076265 | 10027902240001 | Ladda upp en bild av detta fornminne      |
| Torstuna 224:2                   | Hällristning                     |              | Torstuna, Uppland   |       | 59.771015, 17.076389 | 10027902240002 | Ladda upp en bild av detta fornminne      |
| Torstuna 225:1                   | Hällristning                     |              | Torstuna, Uppland   |       | 59.770998, 17.064515 | 10027902250001 | Ladda upp en bild av detta fornminne      |
| Torstuna 226:1                   | Hällristning                     |              | Torstuna, Uppland   |       | 59.769322, 17.066089 | 10027902260001 | Ladda upp en bild av detta fornminne      |
| Torstuna 227:1                   | Hällristning                     |              | Torstuna, Uppland   |       | 59.766725, 17.069948 | 10027902270001 | Ladda upp en bild av detta fornminne      |
| Torstuna 227:2                   | Hällristning                     |              | Torstuna, Uppland   |       | 59.766764, 17.069944 | 10027902270002 | Ladda upp en bild av detta fornminne      |
| Torstuna 228:1                   | Hällristning                     |              | Torstuna, Uppland   |       | 59.764954, 17.076264 | 10027902280001 | Ladda upp en bild av detta fornminne      |
| Torstuna 228:2                   | Hällristning                     |              | Torstuna, Uppland   |       | 59.765119, 17.076094 | 10027902280002 | Ladda upp en bild av detta fornminne      |
| Torstuna 229:1                   | Hällristning                     |              | Torstuna, Uppland   |       | 59.765524, 17.076128 | 10027902290001 | Ladda upp en bild av detta fornminne      |
| Torstuna 230:1                   | Hällristning                     |              | Torstuna, Uppland   |       | 59.763670, 17.078255 | 10027902300001 | Ladda upp en bild av detta fornminne      |
| Torstuna 231:1                   | Hällristning                     |              | Torstuna, Uppland   |       | 59.765559, 17.071991 | 10027902310001 | Ladda upp en bild av detta fornminne      |
| Torstuna 231:2                   | Hällristning                     |              | Torstuna, Uppland   |       | 59.765560, 17.071987 | 10027902310002 | Ladda upp en bild av detta fornminne      |
| Torstuna 232:1                   | Hällristning                     |              | Torstuna, Uppland   |       | 59.763781, 17.083951 | 10027902320001 | Ladda upp en bild av detta fornminne      |
| Torstuna 233:1                   | Hällristning                     |              | Torstuna, Uppland   |       | 59.772367, 17.077344 | 10027902330001 | Ladda upp en bild av detta fornminne      |
| Torstuna 234:1                   | Hällristning                     |              | Torstuna, Uppland   |       | 59.756461, 17.057888 | 10027902340001 | Ladda upp en bild av detta fornminne      |
| Torstuna 242:1                   | Stensättning                     |              | Torstuna, Uppland   |       | 59.749440, 17.059816 | 10027902420001 | Ladda upp en bild av detta fornminne      |
| Torstuna 246:1                   | Gravfält                         |              | Torstuna, Uppland   |       | 59.755085, 17.070042 | 10027902460001 | Ladda upp en bild av detta fornminne      |
| Torstuna 247:1                   | Stensättning                     |              | Torstuna, Uppland   |       | 59.755006, 17.062761 | 10027902470001 | Ladda upp en bild av detta fornminne      |
| Torstuna 248:1                   | Stensättning                     |              | Torstuna, Uppland   |       | 59.754400, 17.073436 | 10027902480001 | Ladda upp en bild av detta fornminne      |
| Torstuna 260:1                   | Stensättning                     |              | Torstuna, Uppland   |       | 59.742554, 17.027606 | 10027902600001 | Ladda upp en bild av detta fornminne      |
| Torstuna 280:1                   | Stensättning                     |              | Torstuna, Uppland   |       | 59.747553, 17.049480 | 10027902800001 | Ladda upp en bild av detta fornminne      |
| Torstuna 281:1                   | Stensättning                     |              | Torstuna, Uppland   |       | 59.763489, 17.002456 | 10027902810001 | Ladda upp en bild av detta fornminne      |
| Torstuna 292:1                   | Stensättning                     |              | Torstuna, Uppland   |       | 59.766219, 17.095109 | 10027902920001 | Ladda upp en bild av detta fornminne      |
| Torstuna 300:1                   | Stensättning                     |              | Torstuna, Uppland   |       | 59.782566, 17.105010 | 10027903000001 | Ladda upp en bild av detta fornminne      |
| Torstuna 302:1                   | Stensättning                     |              | Torstuna, Uppland   |       | 59.762624, 17.079710 | 10027903020001 | Ladda upp en bild av detta fornminne      |
| Torstuna 306:1                   | Stensättning                     |              | Torstuna, Uppland   |       | 59.785175, 17.071956 | 10027903060001 | Ladda upp en bild av detta fornminne      |
| Torstuna 310:1                   | Stensättning                     |              | Torstuna, Uppland   |       | 59.771385, 17.074018 | 10027903100001 | Ladda upp en bild av detta fornminne      |
| Torstuna 315:1                   | Stensättning                     |              | Torstuna, Uppland   |       | 59.794420, 17.084037 | 10027903150001 | Ladda upp en bild av detta fornminne      |
| Torstuna 315:2                   | Stensättning                     |              | Torstuna, Uppland   |       | 59.794435, 17.083832 | 10027903150002 | Ladda upp en bild av detta fornminne      |
| Torstuna 322:1                   | Stensättning                     |              | Torstuna, Uppland   |       | 59.794963, 17.105988 | 10027903220001 | Ladda upp en bild av detta fornminne      |
| Torstuna 323:1                   | Stensättning                     |              | Torstuna, Uppland   |       | 59.797305, 17.111143 | 10027903230001 | Ladda upp en bild av detta fornminne      |
| Torstuna 324:1                   | Stensättning                     |              | Torstuna, Uppland   |       | 59.797783, 17.111965 | 10027903240001 | Ladda upp en bild av detta fornminne      |
| Torstuna 327:1                   | Stensättning                     |              | Torstuna, Uppland   |       | 59.786794, 17.102964 | 10027903270001 | Ladda upp en bild av detta fornminne      |
| Torstuna 329:1                   | Stensättning                     |              | Torstuna, Uppland   |       | 59.785938, 17.104141 | 10027903290001 | Ladda upp en bild av detta fornminne      |
| Torstuna 345:1                   | Stensättning                     |              | Torstuna, Uppland   |       | 59.794232, 17.042229 | 10027903450001 | Ladda upp en bild av detta fornminne      |
| Torstuna 345:2                   | Stensättning                     |              | Torstuna, Uppland   |       | 59.794285, 17.042437 | 10027903450002 | Ladda upp en bild av detta fornminne      |
| Torstuna 373:1                   | Stensättning                     |              | Torstuna, Uppland   |       | 59.801655, 16.996827 | 10027903730001 | Ladda upp en bild av detta fornminne      |
| Torstuna 384:1                   | Husgrund, förhistorisk/medeltida |              | Torstuna, Uppland   |       | 59.742543, 17.019948 | 10027903840001 | Ladda upp en bild av detta fornminne      |
| Torstuna 418:1                   | Stensättning                     |              | Torstuna, Uppland   |       | 59.769670, 16.990309 | 10027904180001 | Ladda upp en bild av detta fornminne      |
| Torstuna 435:1                   | Stensättning                     |              | Torstuna, Uppland   |       | 59.748808, 17.049290 | 10027904350001 | Ladda upp en bild av detta fornminne      |
| Torstuna 435:2                   | Stensättning                     |              | Torstuna, Uppland   |       | 59.748568, 17.049415 | 10027904350002 | Ladda upp en bild av detta fornminne      |
| Torstuna 437:1                   | Stensättning                     |              | Torstuna, Uppland   |       | 59.750075, 17.056297 | 10027904370001 | Ladda upp en bild av detta fornminne      |
| Torstuna 438:1                   | Stensättning                     |              | Torstuna, Uppland   |       | 59.770897, 17.082160 | 10027904380001 | Ladda upp en bild av detta fornminne      |
| Torstuna 443:1                   | Stensättning                     |              | Torstuna, Uppland   |       | 59.779234, 17.079163 | 10027904430001 | Ladda upp en bild av detta fornminne      |
| Torstuna 444:1                   | Stensättning                     |              | Torstuna, Uppland   |       | 59.778462, 17.078816 | 10027904440001 | Ladda upp en bild av detta fornminne      |
| Torstuna 448:1                   | Hög                              |              | Torstuna, Uppland   |       | 59.809385, 17.014592 | 10027904480001 | Ladda upp en bild av detta fornminne      |
| Torstuna 455:1                   | Fornborg                         |              | Torstuna, Uppland   |       | 59.792942, 17.001317 | 10027904550001 | Ladda upp en bild av detta fornminne      |